# مسطرة

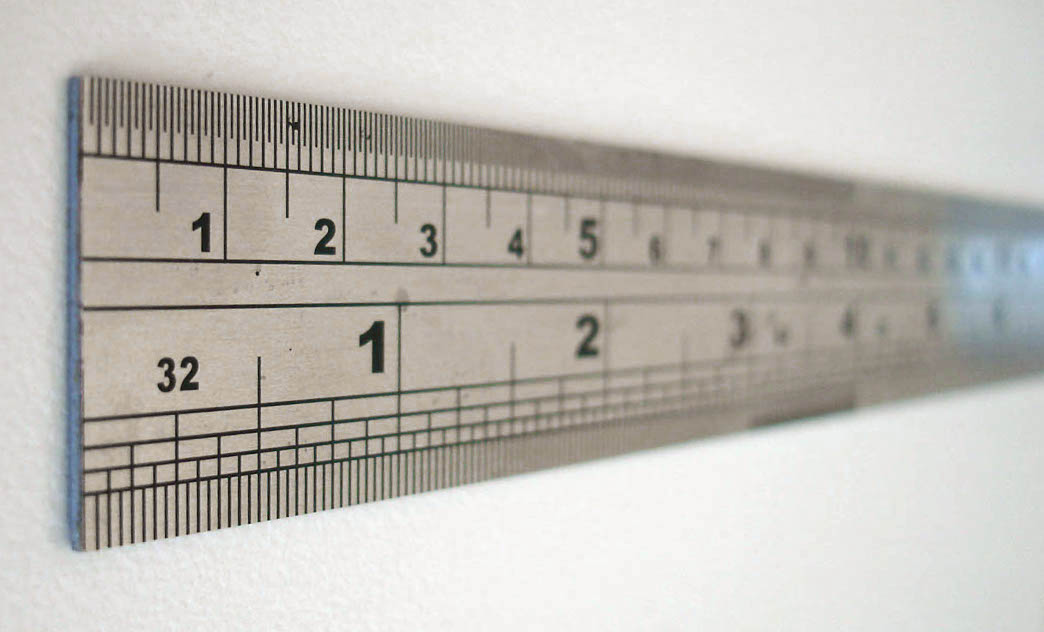
مسطره معدنيه

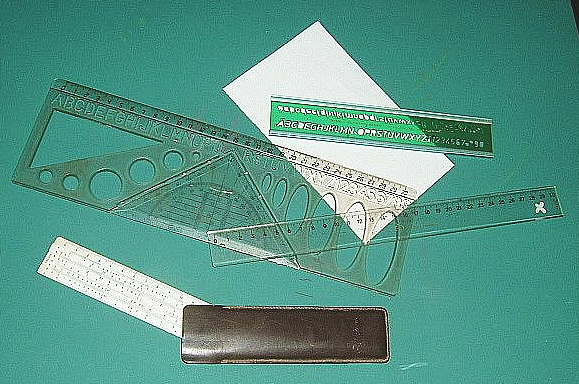
أنواع من المساطر.

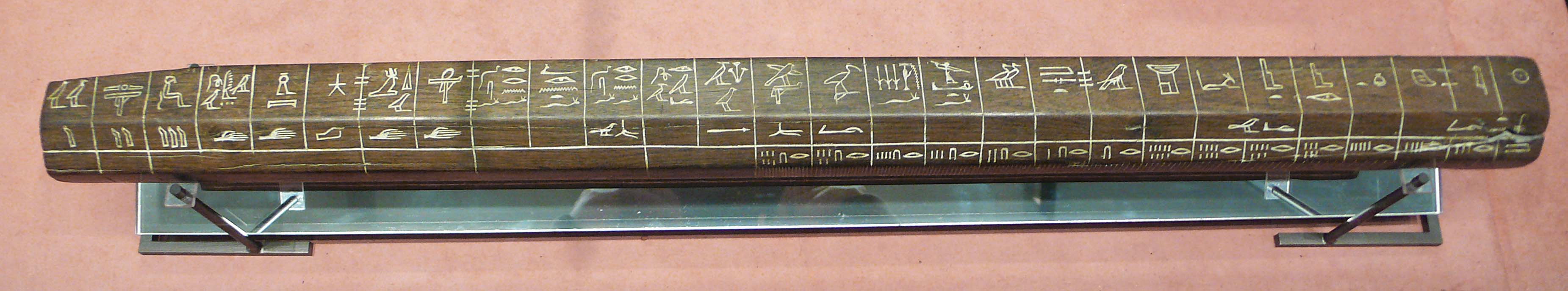
مسطرة قياس كانت لقدماء المصريين.

المسطرة (الجمع: مساطر) أداة تستخدم في الهندسة، والرسم الصناعي والهندسي، وتستخدم أيضاً في قياس المسافات ورسم الخطوط المستقيمة والمنحنية. وتستخدم بكثرة في أدوات القياس.

## المسطرة في الهندسة
في الهندسة، يمكن استخدام المسطرة بدون أي علامات (مسطرة) فقط لرسم خطوط مستقيمة بين النقاط. يتم استخدام التسوية أيضًا للمساعدة في رسم الرسوم البيانية والجداول الدقيقة.
```
الحاكم والبوصلة البناء يشير إلى المنشآت باستخدام مسطرة تحمل علامات وبوصلة. من الممكن تقسيم الزاوية إلى قسمين متساويين باستخدام المسطرة والبوصلة. يمكن إثبات أنه من المستحيل تقسيم الزاوية إلى ثلاثة أجزاء متساوية باستخدام البوصلة والاستقامة فقط - مشكلة تقسيم الزاوية. ومع ذلك، في حالة السماح بعلامتين على المسطرة، تصبح المشكلة قابلة للحل.
```

## أنواعها

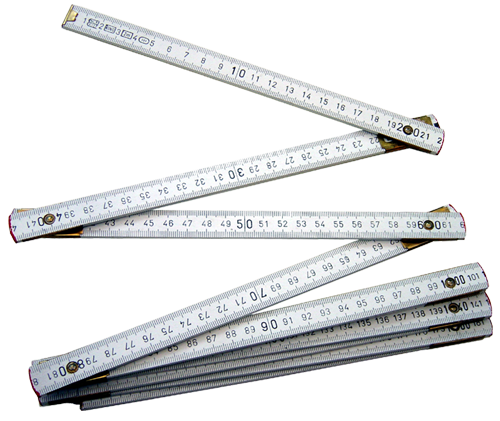
مقياس قابل للطي بأرقام بالسنتيمتر

تصنع المساطر من المواد المختلفة وبأبعاد مختلفة. فمنها المساطر الخشبية والبلاستيكية والمعدنية، وقد توضع حدود معدنية على المسطرة الخشبية لتقويتها وحمايتها من التآكل أثناء استخدامها في تحديد القطع المستقيم.
تم تعديل أدوات القياس المشابهة في عملها للمسطرة بطويها عدة طيات مثل مسطرة النجار، أو أن تلف داخل علبة عند الانتهاء من العمل مثل شريط القياس، وهي تستقيم عند إخراجها من العلبة. الصورة الجانبية لمسطرة النجار تظهر مسطرة بطول مترين يمكن أن تطوى إلى طول 24 سنتيمتر لتسهيل وضعها في الجيب. كما أن شريط القياس ذو طول 5 أمتار يمكن لفه بسهولة داخل علبة صغيرة لا تتجاوز أبعادها 5×5 سنتيمتر.
شريط القياس المرن المستخدم من قبل الخياطين، يمكن أن يدرج بالسنتيمتر والبوصة. ويستخدم في قياس محيط جسم صلب، مثل قياس محيط خصر الإنسان، بالإضافة إلى المسافات المستقيمة مثل طول ساق الإنسان

## تاريخ المسطرة

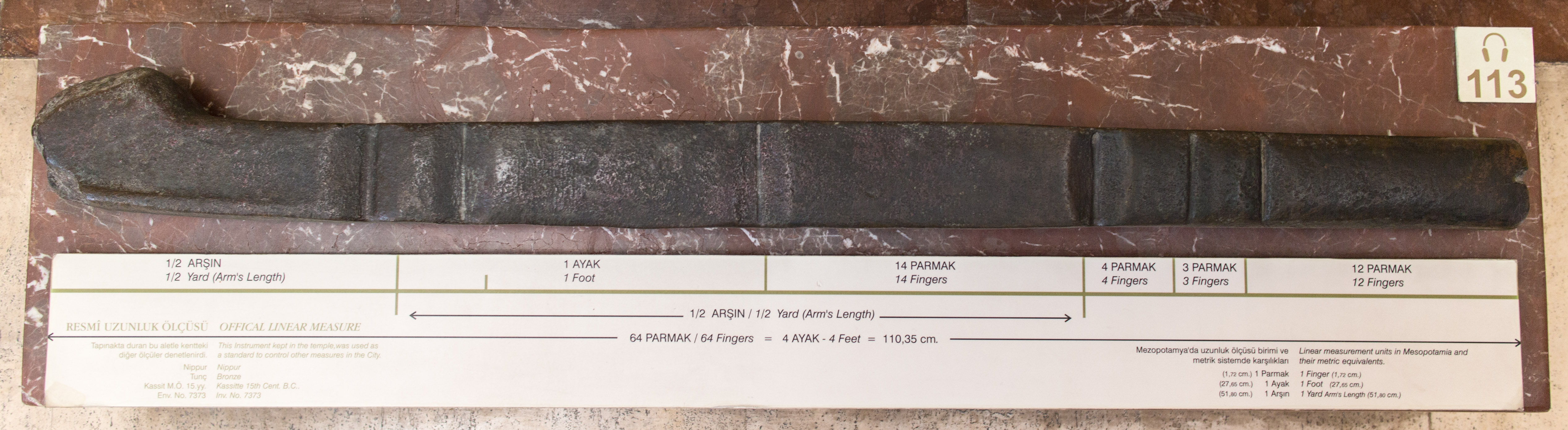
مسطره في متحف اسطنبول

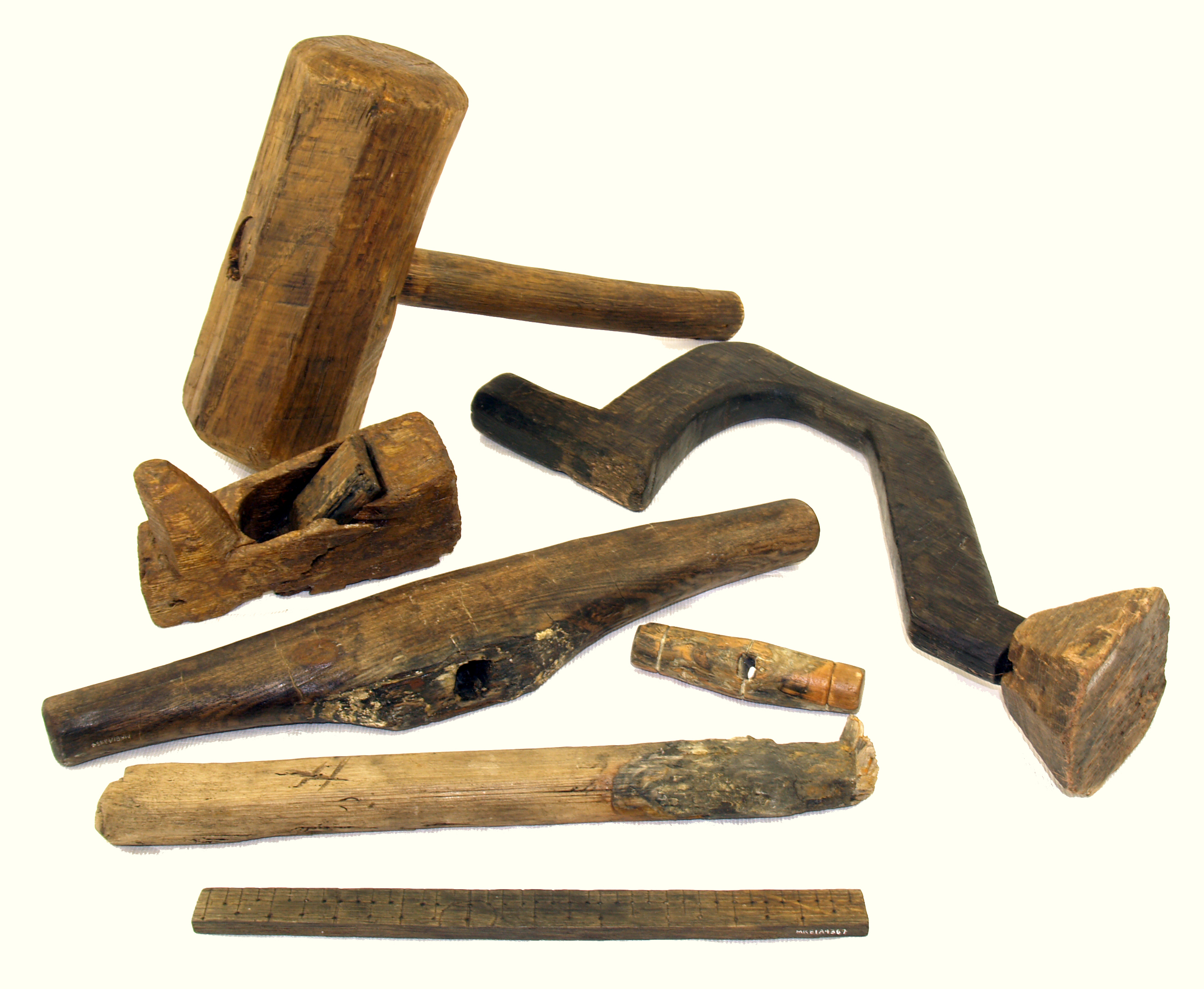

في تاريخ قياس العديد من وحدات المسافة التي استخدمت والتي استندت على أجزاء جسم الإنسان مثل ذراع، ومن ناحية والقدم وهذه الوحدات تختلف في طول الحقبة والمكان.  في أواخر القرن الثامن عشر، بدأ استخدام النظام المتري وتم اعتماده بدرجات متفاوتة في جميع دول العالم تقريبًا. أقدم مسطره قياس محفوظ هو مسطره من سبائك النحاس يعود تاريخه إلى عام 2650 قبل الميلاد وعثر عليه عالم الآشوريات الألماني إيكهارد أنغر أثناء التنقيب في نفر. يتم استخدام المساطر المصنوعه من العاج من قبل الحكام من قبل حضارة وادي السند فترة ما قبل 1500 قبل الميلاد.  أسفرت الحفريات في لوثال (2400 قبل الميلاد) عن أحد هذه المسطرة التي تم معايرتها إلى حوالي1 ⁄ 16 بوصة (1.6 ملم).  يرى إيان وايتلو وموهينجو أن المسطرة مقسمة إلى وحدات تقابل 1.32 بوصة (33.5 ملم) ويتم تمييزها في تقسيمات عشرية بدقة مذهلة، في حدود 0.005 بوصة (0.13 ملم). الطوب القديم الموجود في جميع أنحاء المنطقة له أبعاد تتوافق مع هذه الوحدات.
اخترع أنطون أولريش المسطرة القابلة للطي في عام 1851. وفي وقت لاحق، صنع فرانك هانت المسطرة المرنة في عام 1902.

## فلسفه
اشتهر لودفيج فيتجنشتاين باستخدام الحكام كمثال في مناقشته للألعاب اللغوية في التحقيقات الفلسفية . وأشار إلى أن شريط العداد القياسي في باريس كان المعيار الذي تم بموجبه تحديد جميع الحكام الآخرين بطول متر واحد، لكن لم تكن هناك طريقة تحليلية لإثبات أن شريط المتر القياسي نفسه يبلغ طوله مترًا واحدًا. يمكن التأكيد على أنه متر واحد فقط كجزء من لعبة لغوية.